# Tetrastichus rugosus
Tetrastichus rugosus är en stekelart som beskrevs av Jean Risbec 1958. Tetrastichus rugosus ingår i släktet Tetrastichus och familjen finglanssteklar. Inga underarter finns listade i Catalogue of Life.